# Affenkasten

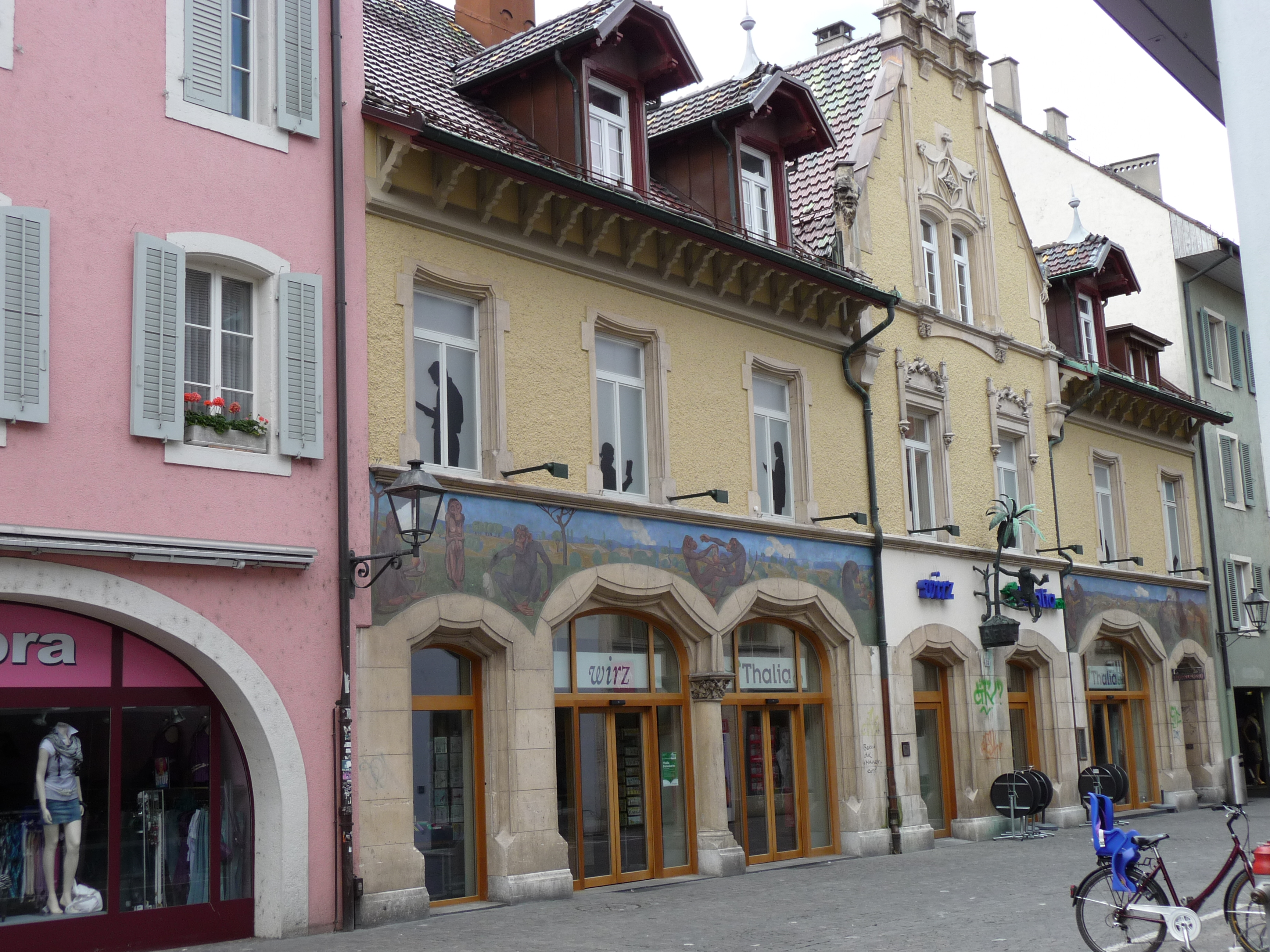
Gesamtansicht der Front an der Hinteren Vorstadt

Das ehemalige Restaurant Affenkasten ist ein denkmalgeschütztes Gebäude mit einer besonders geschmückten Fassade in Aarau in der Schweiz. Es befindet sich an der Hinteren Vorstadt 18/20 und besitzt einen weiteren Eingang an der Vorderen Vorstadt 15.

## Geschichte

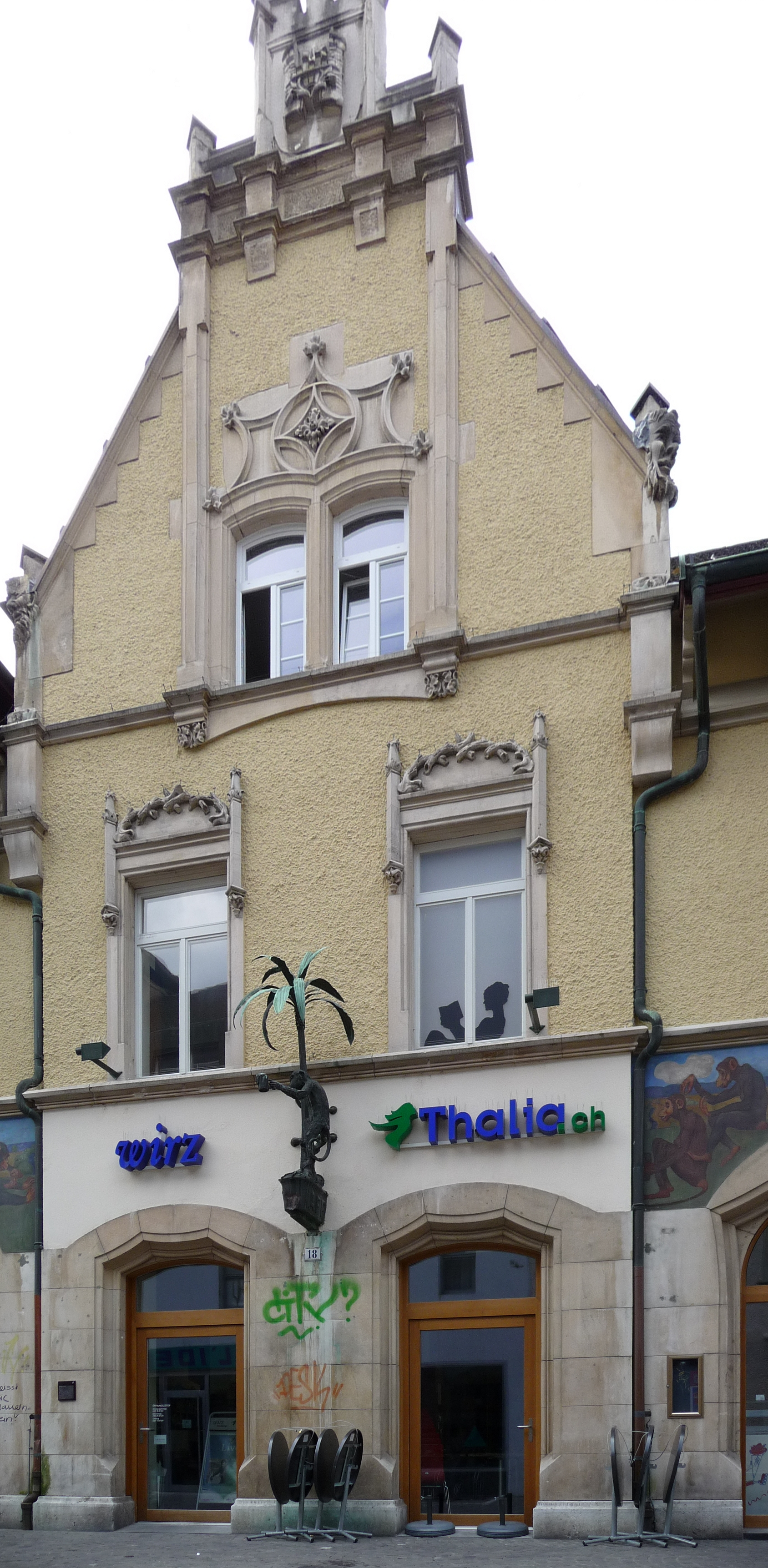
Der Ziergiebel an der Hinteren Vorstadt

Das Gebäude wurde anstelle von drei alten Stadthäusern 1904 für die Aktienbrauerei Feldschlösschen durch Andreas Zuber erbaut. Das Baugesuch wurde am 4. März 1904 gestellt. Der Name Affenkasten geht auf die Brauerei zum Affenkasten zurück, die 1850 von Robert Pfisterer gegründet und 1895 von der Brauerei Feldschlösschen übernommen worden war.
Jahrzehntelang galt das Restaurant als Treffpunkt der Aargauer Kultur. Es fanden dort regelmässig Jazz-Konzerte statt. Auch hatten etliche Vereine im Affenkasten ihren Treffpunkt, darunter der Schwingclub Aarau und Umgebung, der Fanclub ATF des FC Aarau und die Sektion Aarau des SAC. Der Restaurationsbetrieb endete am 31. Oktober 2006, nachdem die Gebäudeinhaber den auslaufenden Vertrag mit dem Wirt nicht mehr verlängert hatten. Das Gebäude fand neue Mieter und wurde im Bereich des ehemaligen Restaurants zu einer Buchhandlung umgebaut. Heute dient es als Verkaufsstandort der Thalia-Gruppe.

## Bauwerk
Das Haus ist im neugotischen Stil erbaut. An der Hinteren Vorstadt besitzt es eine dreiteilige Fassade, deren Mittelteil einen steilen Ziergiebel aufweist. Die aus der Bauzeit stammende Dekorationsmalerei ersetzte man um 1920 durch Gemälde von Max Burgmeister und Ernest Bohlen. Die beiden fertigten zur gleichen Zeit auch im Innern des Gebäudes Gemälde an. Über den beiden Eingängen sind Affen-Statuen angebracht.